# Peanut Butter Wolf

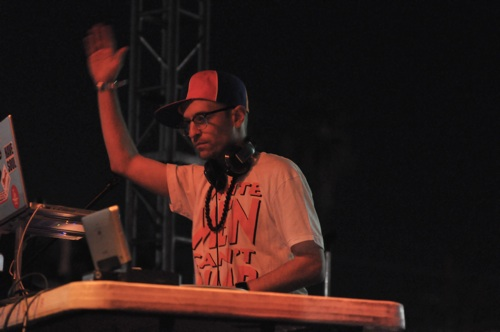
Peanut Butter Wolf

Peanut Butter Wolf (* 1969) ist der Künstlername von Chris Manak, einem aus San José (Kalifornien) stammenden Hip-Hop-DJ und Musikproduzenten.

## Werdegang
Seit 1990 arbeitete er mit MC Charizma zusammen und nahm ein Album auf dem Label Hollywood Basic auf, das erst nach dem Tod von Charizma  1993 veröffentlicht wurde. 1996 gründete Manak das Label Stones Throw Records, auf dem als erste Veröffentlichung die Single "Charizma & Peanut Butter Wolf's 'My World Premiere'" veröffentlicht wurde. 1999 erschien sein Solo-Album "My Vinyl Weighs a Ton".

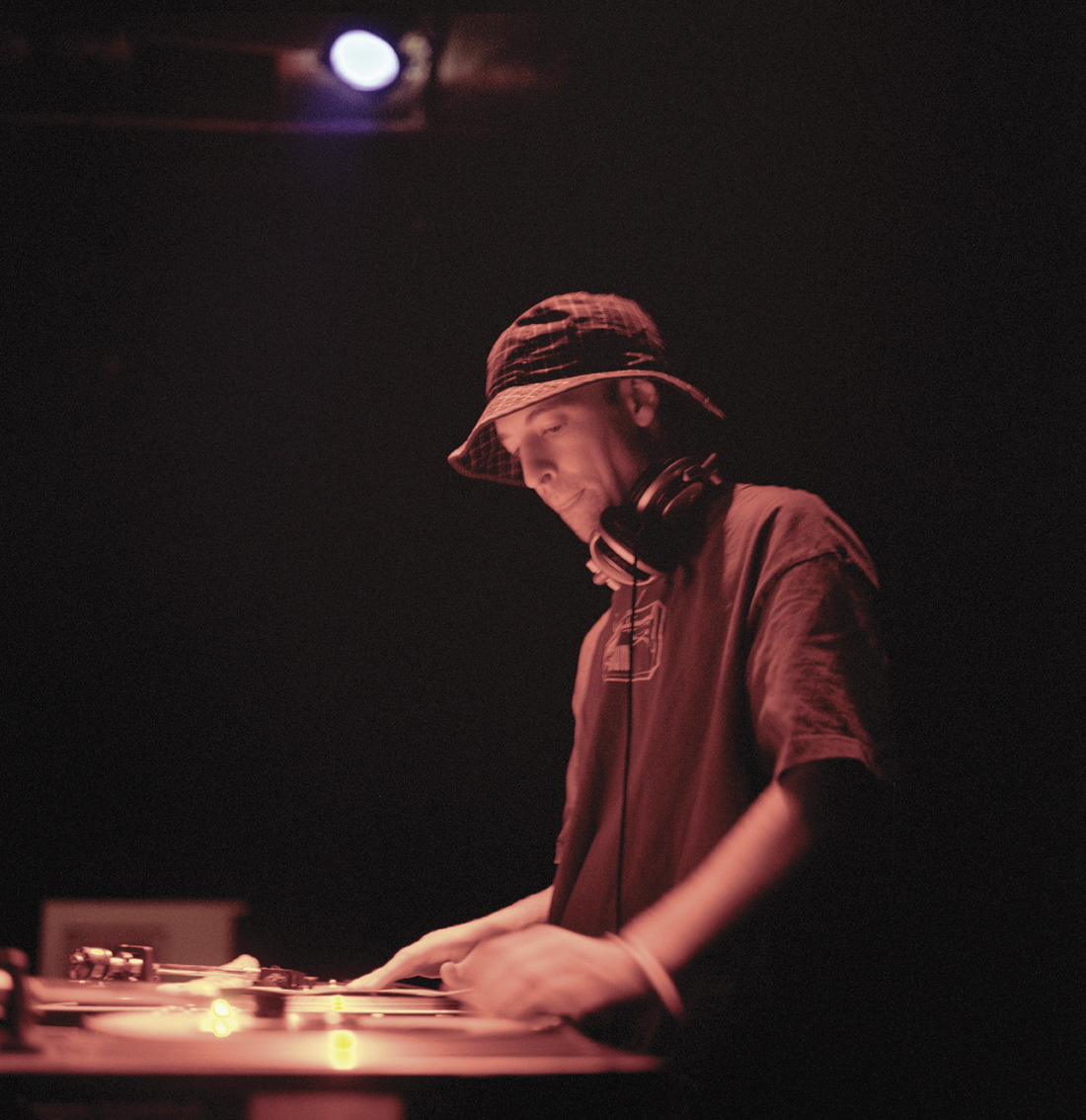
Köln 2003

## Diskografie

### Eigene Veröffentlichungen
- PB Wolf - Peanut Butter Breaks LP 1994 (Hey Day/Stones Throw)
- PB Wolf - Step On Our Egos 12" EP 1995 (South Paw)
- PB Wolf - Lunar Props 12" picture disc EP 1995 (2 Kool U.K.)
- PB Wolf - My Vinyl Weighs A Ton CD/LP 1999 (Stones Throw)
- PB Wolf's Jukebox 45s CD/LP 2002 (Stones Throw)
- PB Wolf - Badmeaninggood CD 2003 (Ultimate Dilemma)
- Charizma & PB Wolf - Big Shots CD/LP 2003 (Stones Throw)
- Stones Throw 101 DVD/CD 2004 (Stones Throw)

### Produziert
- Lyrical Prophecy - You Can’t Swing This 12" single 1990 (PMR)
- Charizma & PB Wolf - Jack The Mack Flexidisc 1992 (Bomb)
- PB Wolf - Peanut Butter Breaks LP 1994 (Hey Day/Stones Throw)
- PB Wolf - The Chronicles from "Return of the DJs Vol. 1" 1995 (Bomb)
- SF Spanish Fly - Crimson & Clover (Remix) 12" single 1995 (Warner Bros)*
- PB Wolf - Step On Our Egos 12" EP 1995 (South Paw)
- PB Wolf - Lunar Props 12" picture disc EP 1995 (2 Kool U.K.)
- Kool Keith - Wanna Be A Star 12" single 1996 (Funky Ass)
- Charizma & PB Wolf - My World Premiere 12" single 1996 (Stones Throw)
- Big Kwam/Qbert - I Don’t Give A (Remix) 1996 (Blindside U.K.)*
- Peanut Butter Wolf & The Beat Junkies - They Don’t Fall Down 1997 (OM/Deep Concentration)
- Herbalizer - The Blend 1997 (Ninja Tune U.K.)
- Grand - The Visitor 1997 (Blindside U.K.)
- Rasco - Time Waits for No Man LP 1998 (Stones Throw)
- Peanut Butter Wolf (the band) - Brotherly Love 7” single 1998 (Strength)
- PB Wolf - Styles, Crews, Flows, Beats 12” single 1998 (Stones Throw)
- PB Wolf - My Vinyl Weighs A Ton CD/LP 1999 (Stones Throw)
- Ozomatli - Super Bowl Sundae 1999 (Almo)
- PB Wolf - Level Five from Strength Magazine's "Subtext" CD/LP 1999 (Full Frequency/London)
- Dr Dooom - Leave Me Alone (Remix) 12" single 2000 (Funky Ass)*
- PB Wolf - Showtime At The Dump 2000 (Priority/MTV)
- BT - Love On Haight St 2000 (Nettwerk)
- PB Wolf feat. Planet Asia, Madlib - Definition Of Ill 12" single 2000 (Stones Throw)
- Charizma & PB Wolf - Devotion ‘92 7” single 2000 (Stones Throw)
- Beastie Boys - Shadrach from "Criterion Collection" DVD 2000 (Grand Royal)*
- Redman/Heltah Skeltah - No Chance 2000 (Priority/WWF) scratches only
- PB Wolf and Madlib - Rawcore from the "Constant Elevation" comp. CD/LP 2002 (Astralwerks)
- PB Wolf - Fusion Beats CD 2002 (Brown Sugar/Cold Fusion, Japan)
- Peanut Butter Wolf's Jukebox 45s CD/LP 2002 (Stones Throw)
- PB Wolf - Badmeaninggood CD 2003 (Ultimate Dilemma)
- Charizma & PB Wolf - Here's A Smirk 12" single 2003 (Stones Throw)
- Charizma & PB Wolf - Big Shots CD/LP 2003 (Stones Throw)
- Charizma & PB Wolf - Yeahhh 7" single 2003 (Stones Throw)
- Charizma & PB Wolf - Big Shots Bonus 12" EP 2004 (Stones Throw)